# XL World
XL World este o companie britanică specializată în servicii de outsourcing și call-center. În România este prezentă din anul 2000 și are în prezent (mai 2008) patru centre în orașele Iași, Bacău, Oradea și Cluj-Napoca cu un total de 1.000 angajați
Cifra de afaceri în România: 6,5 milioane de Euro în anul 2007 - creștere de 60% față de 2006